# Mancot

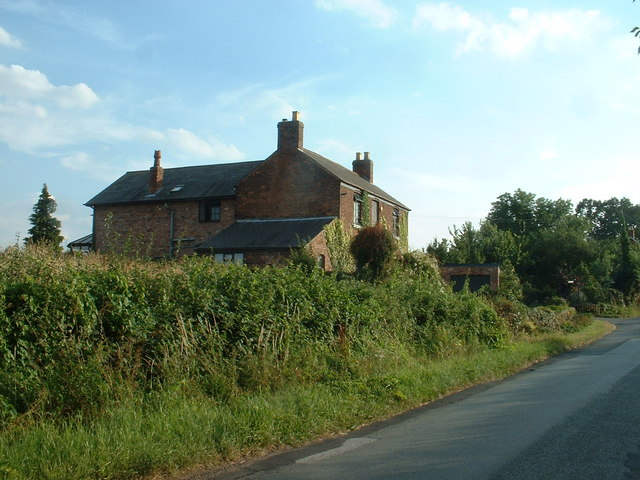
Maison à Mancot, dans le Flintshire

Mancot est un village britannique du pays de Galles, au sud-est du Flintshire. 
Il est situé entre Queenferry et Hawarden, à proximité de la frontière entre le pays de Galles et l'Angleterre, et à 10 km environ de Chester.
Au recensement de 2011, sa population était de 3 496 habitants.

## Personnalités
- Gary Speed (1969-2011), footballeur international gallois de milieu de terrain, reconverti en entraîneur.

- Marc Limbert (1973- ), footballeur.